# Cangxi
Cangxi, tidigare stavat Tsangki, är ett härad som lyder under Guangyuans stad på prefekturnivå i Sichuan-provinsen i sydvästra Kina.

## Källa
1. ↑  ”worldpostmarks.net”. Arkiverad från originalet den 2 januari 2015. https://web.archive.org/web/20150102101710/http://worldpostmarks.net/HTML%20Countries/china.htm. Läst 14 juni 2015.